# Garmin
Garmin Ltd. ist ein Schweizer Unternehmen mit Hauptsitz in Schaffhausen und operativer Hauptzentrale in Olathe, Kansas. Es entwickelt und produziert Smartwatches und Multisportuhren sowie Navigationssysteme und GPS-Geräte für die Bereiche Fitness, Outdoor, Automotive, Avionik und Marine. Seit der Gründung 1989 hat Garmin mehr als 300 Millionen Produkte verkauft. Die Aktien des Unternehmens sind an der NASDAQ kotiert und im Aktienindex S&P 500 enthalten.

## Unternehmensstruktur
Die Garmin Ltd. ist mit 89 Standorten in 35 Ländern vertreten. Neben den USA und Europa befinden sich Garmin-Vertretungen in Asien. Die Firmenzentrale von Garmin ist in Kansas in den USA, der Unternehmenssitz in Schaffhausen, Schweiz angesiedelt. Der Unternehmenssitz wurde mehrfach verlegt, zunächst nach Taiwan, 2000 auf die Cayman-Inseln und 2010 nach Schaffhausen. Während in der Schweiz zunächst nur fünf Mitarbeiter ohne leitende Angestellte beschäftigt waren, ist mittlerweile das Sekretariat, der Executive Vice President und die Rechtsabteilung des Konzerns in Schaffhausen angesiedelt. Die europäische Vertretung von Garmin befindet sich in Southampton in Großbritannien. Seit September 2011 sitzt die deutsche Garmin-Vertretung in Garching bei München und hat 270 Beschäftigte. Die Garmin Deutschland GmbH ist Teil der Garmin Ltd. Gruppe. In Würzburg wird zudem ein eigener Forschungs- und Entwicklungsstandort unterhalten. 2024 investierte das Unternehmen rund 994 Millionen US-Dollar in Forschung und Entwicklung.
Im Geschäftsjahr 2024 hatte das Unternehmen 21.800 Mitarbeiter und erwirtschaftete den bisher höchsten Umsatz der Unternehmensgeschichte in Höhe von 6,3 Milliarden US-Dollar, während der operative Gewinn bei 25 % lag.

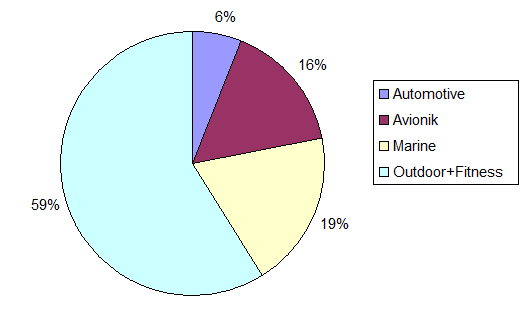
Umsatz der Sparten 2022

Garmin ist in fünf voneinander unabhängige Sparten („Divisions“) gegliedert: 
- Automotive
- Avionik
- Marine
- Outdoor
- Fitness

Die Sparten Fitness und Outdoor standen mit 3,73 Mrd. Dollar im Geschäftsjahr 2024 für mehr als 59 Prozent der Konzernerlöse von Garmin. 17 Prozent der Konzernerlöse wurden von dem Geschäftsfeld Marine erwirtschaftet, 14 Prozent im Bereich Avionik und die restlichen 10 Prozent im Bereich Automotive.
Garmin ist ein vertikal integriertes Unternehmen, das alle Prozesse von der Forschung über die Entwicklung bis zur Produktion in eigenen Produktionsstätten, sowie dem Vertrieb und dem Kundenservice selbst verantwortet.

## Geschichte

### Gründung und Anfänge

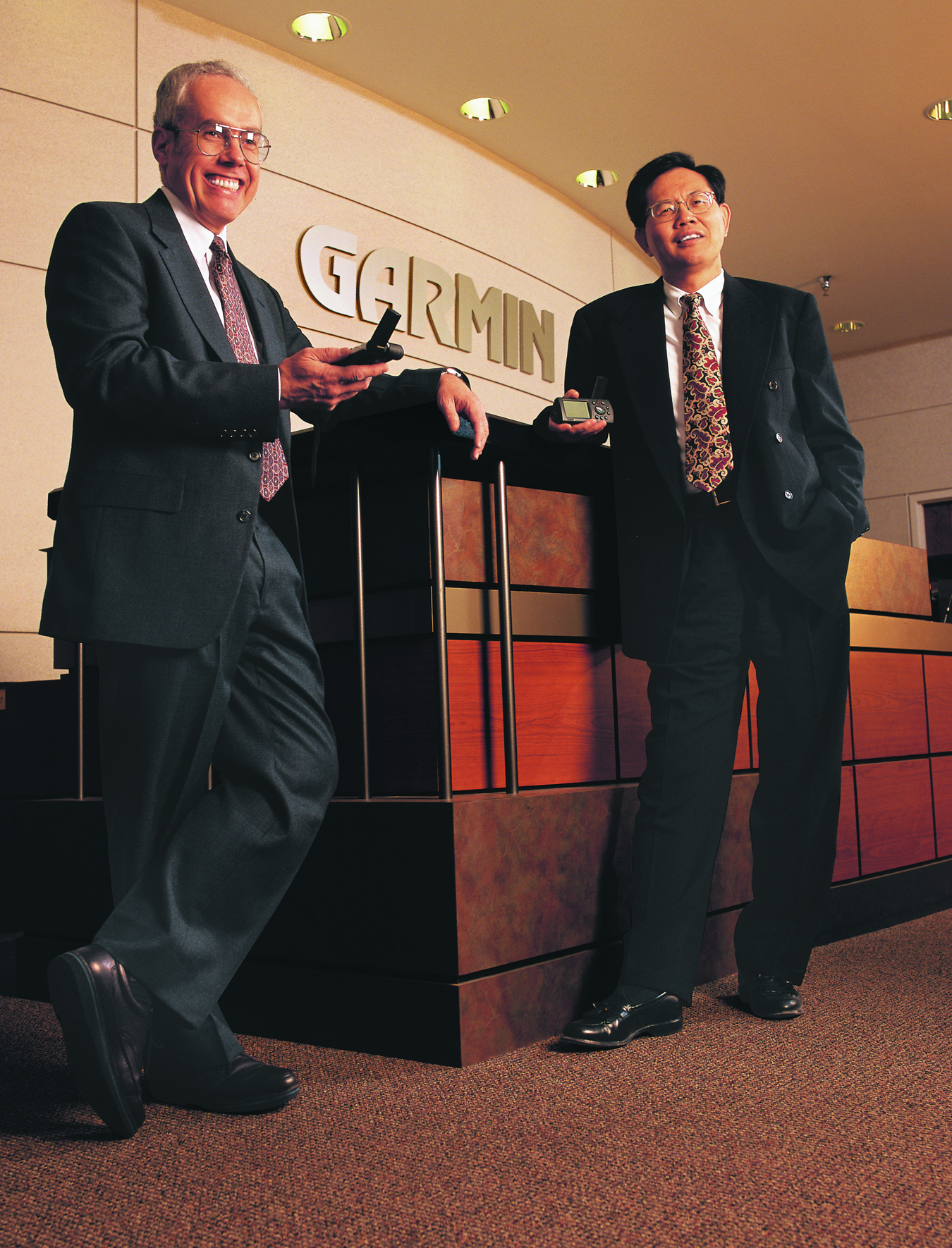
Die Ingenieure Gary Burrell und Min Kao als Namensgeber des Unternehmens

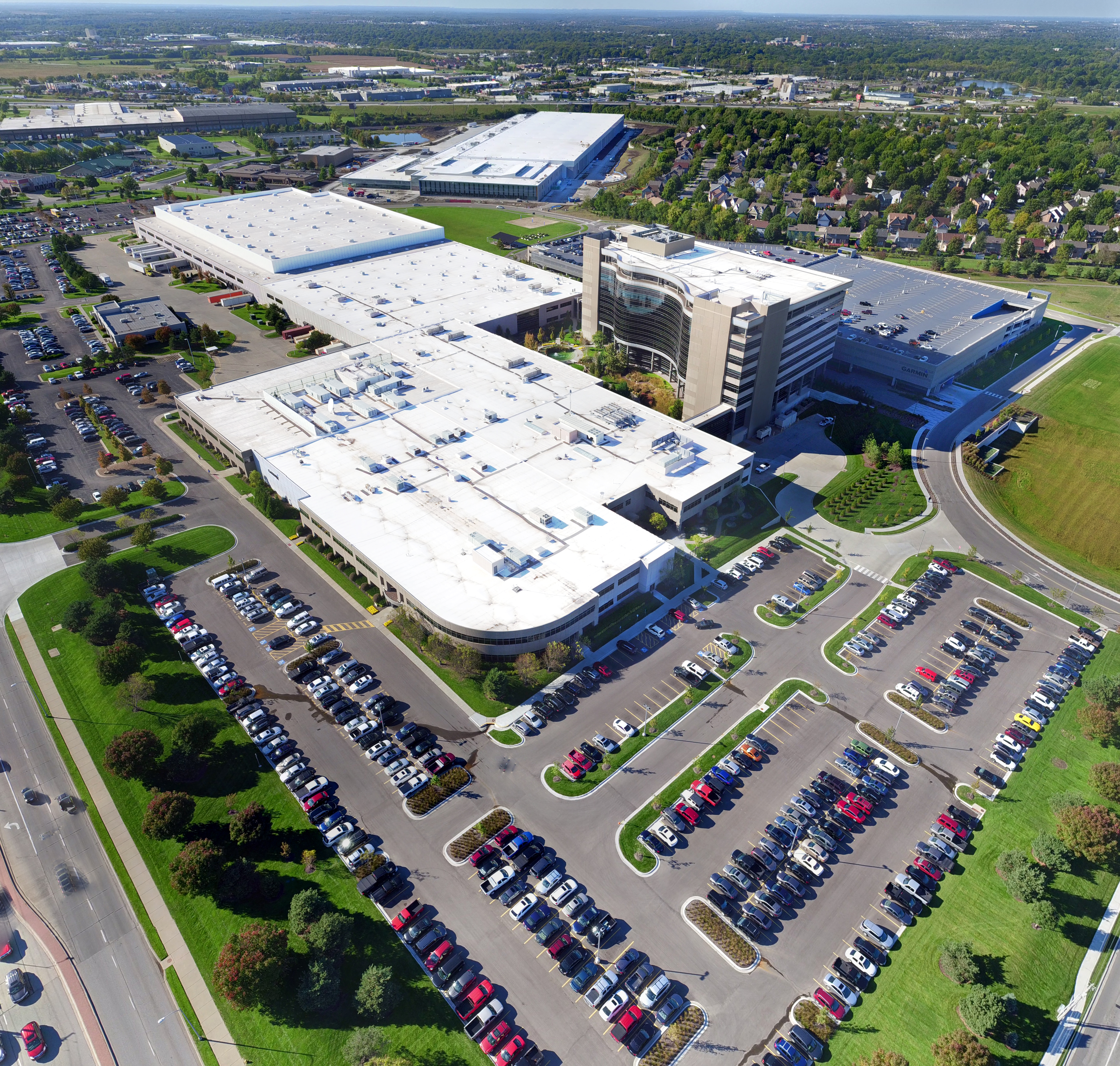
Garmin-Gebäude in Olathe, USA

Die Elektronik-Ingenieure Gary Burrell und Min Kao, aus deren Vornamen sich der Firmenname von Garmin ableitet, gründeten das Unternehmen im Jahr 1989 in Olathe, Kansas. Der erste Kunde des Unternehmens war die US-Armee im Jahr 1991. Im Januar 1991 stellte Garmin mit dem GPS 100 sein erstes Produkt vor, ein GPS-basiertes Navigationssatellitensystem für Bootsfahrer und Piloten kleinerer Flugzeuge. In den darauffolgenden Jahren brachte Garmin weitere GPS-Systeme auf den Markt.

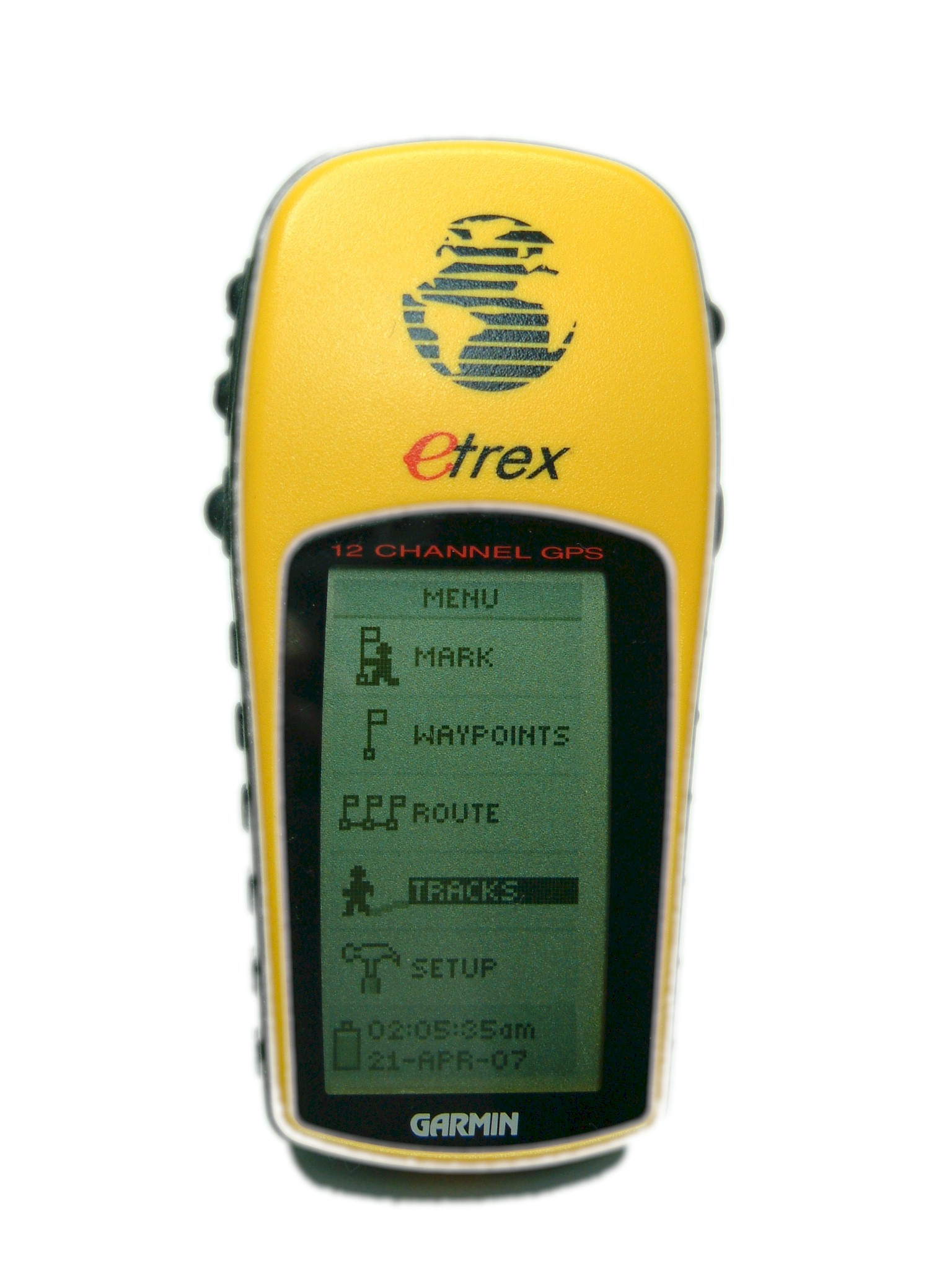
Basisgerät eTrex (ca. 2000)

Im Jahr 1995 erzielte das Unternehmen einen Umsatz von 105 Millionen US-Dollar. Im Jahr 2003 stellte Garmin mit dem Forerunner 201 als Vorläufer der heutigen Smartwatches die erste GPS-Sportuhr für Läufer vor.

### Übernahmen und Neuausrichtung
Im Juli 2003 übernahm die Tochtergesellschaft von Garmin, Garmin International, in Olathe mit UPS Aviation Technologies eine Tochtergesellschaft des Paket-Dienstunternehmens United Parcel Service (UPS). Im Jahr 2006 eröffnete Garmin einen Flagship-Store in Chicago im US-Bundesstaat Illinois.
Im Januar 2007 übernahm Garmin für 45 Millionen US-Dollar die Firma Digital Cyclone Inc. sowie den französischen Distributor. Im Juli 2007 erfolgte die Übernahme des deutschen Distributors, der GPS GmbH. Diese firmiert seit der Übernahme als Garmin Deutschland GmbH. Das neue Unternehmen behielt zunächst seinen Standort sowie das Management in Gräfelfing.
Im Jahr 2008 brachte das Unternehmen mit dem Nüvifone ein tastenloses Handy auf den Markt, das Handy- und Internetfunktionen mit einem GPS-Navigationssystem verbindet.
Im Jahr 2011 verlegte die deutsche Garmin-Vertretung ihren Standort auf ein 4 000 Quadratmeter großes Areal nach Garching bei München. Am 26. Juli 2011 übernahm Garmin das Würzburger Unternehmen Navigon, das 1991 als Hersteller von Navigationsgeräten in Deutschland gegründet worden war. Navigon wurde im Januar 2012 als Tochterunternehmen von Garmin in die Garmin Würzburg GmbH umfirmiert und stellt seit diesem Zeitpunkt das europäische Forschungs- und Entwicklungszentrum der Firma dar. Am Standort in Würzburg ist zudem die Abteilung Garmin-Health beheimatet, die Gesundheitssparte der Firma.
Ebenfalls 2012 brachte Garmin das erste Modell der Outdoor-Uhr Fenix auf den Markt, die mit einem Display zur Ansicht von Karten und GPS-Funktion ausgestattet war.
Im Februar 2015 übernahm Garmin das Start-up-Unternehmen iKubu Ltd, das Radarsysteme für Radfahrer entwickelt.
Da die Nachfrage nach tragbaren Navigationssystemen zunehmend zurückging, wurde eine Neuausrichtung des Unternehmens notwendig. Im Zuge dessen begann das Unternehmen, sich stärker auf Produkte für Sportler und aktive Menschen zu konzentrieren. Im Zuge dessen wurde der Fokus auf Sportuhren und Smartwatches verlegt, die seit einigen Jahren auch über Uhrenfachgeschäfte und Juweliere vertrieben werden.
Im Jahr 2018 brachte Garmin mit der App Connect IQ eine Anwendung auf den Markt, mit der Benutzer ihre Garmin-Produkte personalisieren können. Im selben Jahr begann die Firma eine Zusammenarbeit mit dem University of Kansas Medical Center, um herauszufinden, wie die Wearables von Garmin effizienter die Herzdaten der Nutzer analysieren können.
Im Februar 2019 gab Garmin die Übernahme der im Privatbesitz befindlichen niederländischen Firma Tacx bekannt.

### Jüngere Entwicklungen
Im Jahr 2019 eröffnete das Unternehmen den ersten deutschen Flagship-Store in München. Ebenfalls 2019 verstarb der Gründer des Unternehmens, Gary Burrell. Die Übernahme des Unternehmens Firstbeat Analytics erfolgte ein Jahr später im Juli 2020.
Am 23. Juli 2020 vermeldete Garmin einen Komplettausfall seiner Online-Systeme, für den laut einer taiwanischen News-Seite ein Hackerangriff via Ransomware verantwortlich war.
Der Gesamtumsatz von Garmin stieg im Jahr 2020 um 11 Prozent gegenüber dem Vorjahr und erreichte mit 4,19 Milliarden US-Dollar den höchsten bisherigen Umsatz. Der Ertrag steigerte sich ebenfalls um 11 Prozent auf 1,05 Milliarden US-Dollar. Im Bereich Smartwatches generierte Garmin 2020 ein Umsatzplus von 17 Prozent. Im Jahr 2020 war Garmin laut eines Berichts in der Handelszeitung in Bezug auf die Umsatzentwicklung auf Platz 5 der Uhrenmarken weltweit.
Im Januar 2021 gab Garmin die Übernahme der wesentlichen Vermögenswerte der texanischen Geos Worldwide Limited, die im Bereich Notfallüberwachungs- und Rettungsdienste tätig ist, und deren Tochtergesellschaften bekannt. Im Rahmen der Übernahme erfolgte die Umbenennung des bisherigen Koordinationszentrums von Geos Worldwide in „Garmin International Emergency Response Coordination Center“. Im selben Jahr übernahm Garmin den sich bis zu diesem Zeitpunkt im Privatbesitz befindlichen US-amerikanischen Anbieter für Flugzeugleistungssoftware und Dienstleistungen AeroData Inc. Ebenfalls 2021 eröffnete das Unternehmen eine Produktionsstätte in Breslau, Polen, an der Automobilelektronik hergestellt wird.
Im zweiten Quartal 2022 stieg der Umsatz von Garmin um sechs Prozent auf 1,3 Milliarden US-Dollar, während sich der Gewinn um zwölf Prozent auf 288 Millionen US-Dollar erhöhte. In Europa nahmen die Erlöse im gleichen Zeitraum um elf Prozent auf 458 Millionen US-Dollar zu.
Im Dezember 2022 begann Garmin am Standort in Würzburg mit dem Bau eines neuen europäischen Entwicklungszentrums, das im Jahr 2024 fertiggestellt werden soll.
Im Jahr 2023 übernahm Garmin den US-Audiohersteller JL Audio.
In den ersten neun Monaten des Jahres 2023 stieg der globale Umsatz von Garmin um fünf Prozent auf insgesamt 3,7 Milliarden US-Dollar. Mehr als die Hälfte davon wurde durch den Verkauf von Fitness- und Outdooruhren erwirtschaftet. Das größte Wachstum gab es jedoch im Bereich Infotainment-Systeme für die Autoindustrie: Der Umsatz nahm hier um 47 Prozent auf 296 Millionen US-Dollar zu.
Anfang des Jahres 2024 brachte das Unternehmen das Blutdruckmessgerät Index BPM auf den Markt, mit dem der systolische und diastolische Blutdruck gemessen, Erinnerungen für die Blutdruckmessung eingerichtet werden sowie Gesundheitsstatistiken über ein OLED-Display angezeigt werden können.
Im April 2024 eröffnete Garmin einen Flagship-Store in Wien. Laut Martin Becker vom Münchner Merkur trugen 80 % der Ironman-Teilnehmer im Jahr 2024 in Hawaii eine Garmin-Sportuhr. Weiter gab Garmin im Oktober 2024 die Übernahme von Lumishore bekannt, ein Unternehmen, das Beleuchtungssysteme für den Marinesektor herstellte.
Seit Januar 2025 können europäische Kunden von Garmin die EKG-App nutzen und mit der Sportuhr ihren Herzrhythmus überwachen. Bis dahin war diese Funktion nur in den USA nutzbar. Im April 2025 eröffnete Garmin ein neues Bürogebäude auf dem Campus „Skyline Hill“ in Würzburg mit Platz für rund 300 Mitarbeiter.

## Produkte

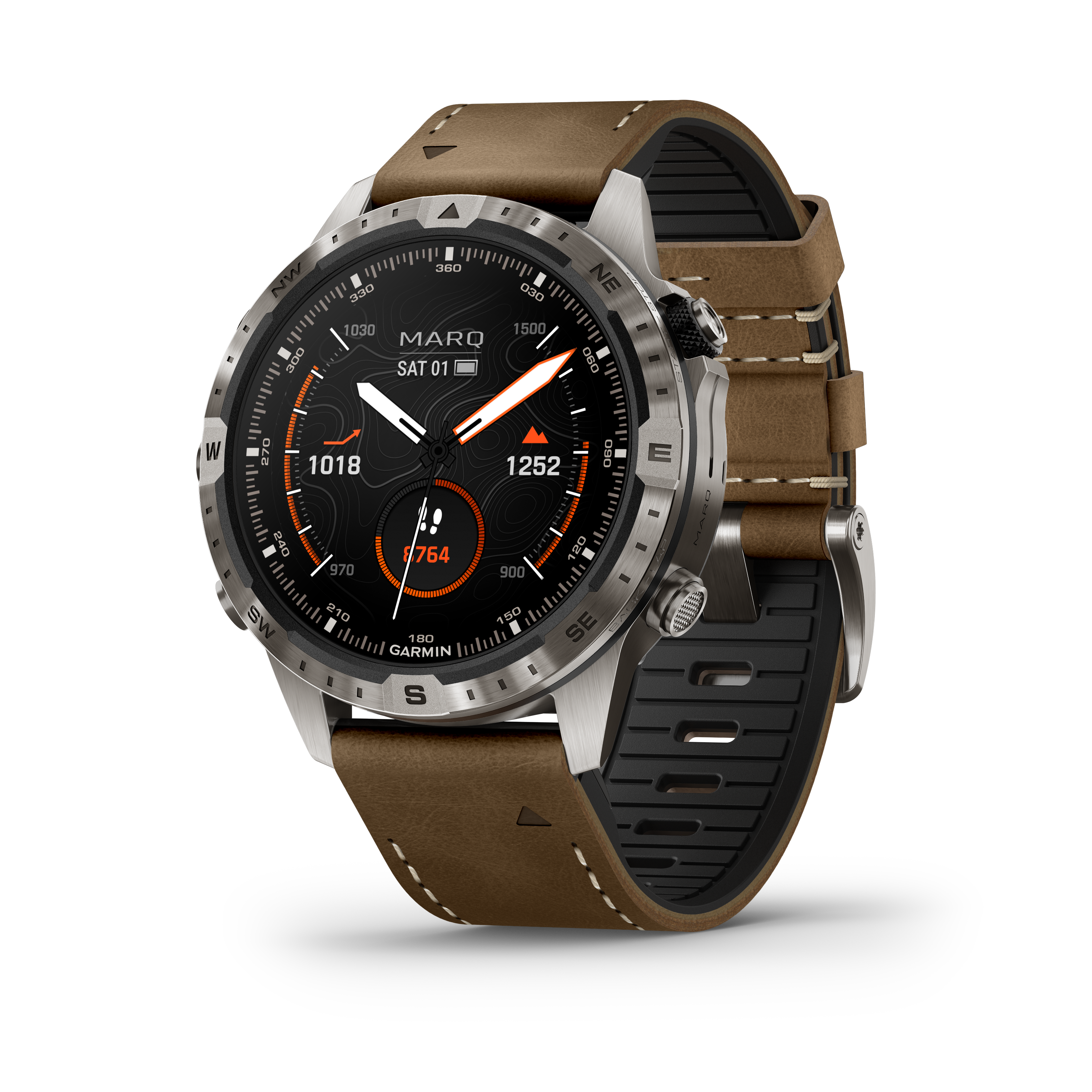
Garmin Marq (Gen2) Adventurer (ca. 2023)

Während Garmin seine Geschäftstätigkeit ursprünglich mit Pkw-Navigationsgeräten begonnen hatte, verlagerte sich der Schwerpunkt des Unternehmens auf die Entwicklung von GPS-Sportuhren. In Olathe im US-amerikanischen Kansas produziert Garmin eigene Avionik-Produkte. Die restlichen Geräte werden in eigenen Fertigungsstätten entwickelt und produziert, von denen sich vier Produktionsstätten in Taiwan befinden. Im Jahr 2024 verkaufte Garmin rund 18 Millionen Produkte.

### Fitness
Im Bereich Fitness produziert Garmin Fitnessuhren, GPS-Smartwatches, Indoor-Trainer, Fahrradcomputer und Golf-Entfernungsmesser.

### Outdoor
In der Sparte Outdoor werden GPS-Handgeräte, Produkte zur Satellitenkommunikation, GPS-Multisportuhren und Geräte zur Hundeortung angeboten.

### Avionik
Im Bereich Avionik hat die Firma portable GPS-Systeme, Autopiloten, Wetterradare Satellitensender, Navigationsgeräte und Apps für Flugzeugnavigationsgeräte,

### Marine
In der Sparte Marine werden Radargeräte, Echolot-Module, Kompasse, Sonar und Fischfinder, Bootskameras sowie Kartenplotter produziert.

### Automotive
Im Geschäftsfeld Automotive fertigt Garmin Dashcams, Navigationsgeräte und Rückfahrkameras und entwickelt als Erstausrüster Produkte für Unternehmen aus der Automobilindustrie, u. a. für BMW.

## Auszeichnungen
- 2015–2022: Manufacturer of the Year Award durch die National Marine Electronics Association (NMEA)[62]
- 2015–2022: NMEA Award in den Kategorien Multifunktionsdisplay (MFD), Autopilot, Multimedia-Entertainment und mobile Anwendungen durch eine Vereinigung aus Klassenlehrern, Pädagogen, Universitätsprofessoren und Wissenschaftlern[63][62]
- 2018: Supplier of Excellence Award durch Airbus Helicopters in Anerkennung der Arbeit von Garmin an dem Hubschrauber UH-72 Lakota der US-Armee[64]
- 2018: North American Supplier of Excellence Award durch Airbus Helicopters Canada für die Sparte Avionik[65]
- 2019–2020: On-Time Delivery Award durch Airbus Helicopters für die Sparte Avionik[66]
- 2020: Collier Trophy für das Sicherheitssystem Autoland durch die National Aeronautic Association (NAA)[67]
- 2021: National Boating Industry Safety Award durch die Sea Tow Foundation in der Kategorie "Ausrüstung und Ausrüstungshersteller"[68]
- 2022: BMW Group Supplier Innovation Award in der Kategorie "Customer Experience" für die Sparte Automotive OEM durch die BMW AG für Einkauf und Lieferantennetzwerk[69][61]
- 2022: Supplier of the Year Award durch den brasilianischen Flugzeugbauer Embraer[70]